# Dumont (Minnesota)
Dumont è un comune degli Stati Uniti d'America, situato nello Stato del Minnesota, nella Contea di Traverse.